# Lasek (województwo małopolskie)
Lasek – wieś w Polsce położona w województwie małopolskim, w powiecie nowotarskim, w gminie Nowy Targ.
W latach 1954–1960 wieś należała i była siedzibą władz gromady Lasek, po jej zniesieniu w gromadzie Klikuszowa. W latach 1973–1976 istniała gmina Lasek. W latach 1975–1998 miejscowość administracyjnie należała do województwa nowosądeckiego.
Lasek znajduje się w Kotlinie Nowotarskiej. Przez wieś przepływa potok Lepietnica. Miejscowość cechuje górski krajobraz wraz z regionalną architekturą. W miejscowości funkcjonuje klub sportowy Wierchy Lasek.
Lasek należy do parafii pod wezwaniem św. Marcina w Klikuszowej.

## Historia wsi
Dzieje Lasku wiążą się z historią sąsiedniej Klikuszowej, jego powstanie zaś jest rezultatem niewykorzystania przez klikuszowian rozległych nadań królewskich, wynoszących 60 łanów. Lasek, najpierw przysiółek Klikuszowej, powstaje w wyniku kolonizacji z połowy XVI wieku, gdy starosta nowotarski Jan Pieniążek zakłada wieś na surowym korzeniu, jak to wynika z dokumentu pochodzącego z roku 1616. Jako samodzielna osada Lasek występuje w dokumencie królewskim z roku 1618, w którym Zygmunt III nakazuje kupcom udającym się z towarami na Węgry przejeżdżać drogą do miasta przez wieś Lasek. Dokumentu lokacyjnego wieś nie posiada, co przy zakładaniu wsi w tym czasie było czymś powszechnym.
Pierwotna wieś zajmowała tereny od potoku Przy Kocurach do potoku Obrocznej. Nie było tu sołectwa, a wsią zarządzał sołtys klikuszowski. Później starosta nowotarski mianował w Lasku wójta, który nie miał żadnych uprawnień gwarantowanych przywilejami. Z dokumentów dotyczących opłat wynika, że Lasek należał do wsi raczej biednych. Pierwsi osadnicy nie korzystali z wolnizny, czyli dwudziestoletniego okresu zwolnienia od wszelkich ciężarów. Brak sołectwa oznaczał utratę dochodów. Od roku 1772 wieś stanowi cesarskie dobra kameralne, a po 1819 – własność prywatną Sebastiana Stadnieckiego. Późniejsi jej właściciele zakładają folwarki, między innymi w Klikuszowej, gdzie chłopi z Lasku pracowali na pańskim. Od początku wieś należy do parafii św. Marcina w Klikuszowej.
W połowie wieku XVIII było tu 12 ról, późniejsze zaś katastry austriackie wykazują ich 16, role leśną Magdalenówkę i 4 zagrody. Wielkość ról uzależniona była od tego, ile dany osadnik zdołał wykarczować lasu, natomiast nazwy pochodzą od imion, nazwisk i przezwisk pierwszych osadników, którzy je zagospodarowywali. Nazwa roli Wilkówki pochodziła od dołów, które wykopano na polu jako pułapkę na wilki.
We wsi były wtedy dwa młyny i dwie karczmy; tę, która znajdowała się przy granicy z Klikuszową za cmentarzem, zlikwidowano z powodu niesprostania konkurencji lepiej zlokalizowanej karczmy w Klikuszowej. W Lasku, podobnie jak w sąsiedniej Klikuszowej, dużą rolę odgrywała hodowla bydła i owiec. Mieszkańcy byli współwłaścicielami jednej trzeciej hali wypasowej Pyszna w Dolinie Kościeliskiej, reszta była w rękach klikuszowian i obidowian; wypasano tu do 700 owiec, 150 jałówek, 50 krów i 30 koni jeszcze w pierwszej połowie ubiegłego stulecia.
25 października 1899 roku otwarto we wsi mijankę i przystanek kolejowy będący częścią linii łączącej Chabówkę z Zakopanem. W 1926 roku miał już status stacji, a w 1975 cała linia kolejowa została zelektryfikowana.